# Гра (гра розуму)
«Гра» — гра розуму, ціллю якої є уникання згадування про саму «Гру». Згадування про гру означає поразку, про яку гравець повинен оголосити з кожною її появою. У більшості версіях «Гри» відсутня можливість перемогти. Залежно від варіації «Гри», увесь світ або всі знайомі з грою, грають у цю гру. Також розроблені тактики щодо збільшення чисельності людей, які знають про гру, тобто збільшення кількості програшів.

## Походження
Походження гри невідоме. Найпоширеніша гіпотеза стверджує, що Гра походить від іншої розумової гри, що називається Finchley Central. У той час як оригінальна версія Finchley Central передбачала почергове називання станцій, у 1976 році деякі члени Товариства наукової фантастики Кембриджського університету розробили варіант, за яким програє той, хто першим подумає про титульну станцію. Гра в цій формі демонструє іронічну ситуацію, коли спроби придушити або уникнути певних думок роблять ці думки лише поширенішими або наполегливішими, ніж якби вони були б навмання.